# Cuộc vây hãm Marsal
Cuộc vây hãm Marsal là một trận vây hãm trong chiến dịch chống Pháp của quân đội Đức vào các năm 1870 – 1871, đã diễn ra từ ngày 13 cho đến ngày 14 tháng 8 năm 1870 , tại pháo đài cổ Marsal  của Pháp. Dưới quyền chỉ huy của Thượng tướng Bộ binh Jakob von Hartmann, Quân đoàn II của Vương quốc Bayern sau khi thế chân cho Sư đoàn Kỵ binh số 4 của Phổ đã buộc lực lượng trú phòng của Đế chế Pháp phải đầu hàng, sau một cuộc kháng cự ngắn ngủi của quân đội Pháp đồn trú tại pháo đài này. Marsal đã thất thủ về tay quân đội Đức trong cùng một giai đoạn với sự thất thủ của các pháo đài Lichtenberg, La Petite-Pierre và Vitry của Pháp. Với thắng lợi nhanh chóng của quân đội xứ Bayern tại Marsal, con đường từ Dieuze tới Nancy đã rộng mở đối với người Đức. Ngoài ra, cuộc vây hãm cũng đem lại cho quân Đức không ít nguyên liệu phục vụ cho chiến tranh, cũng với hàng trăm tù binh (kể cả một số sĩ quan của quân đội Pháp).
Đêm ngày 14 tháng 8 năm 1870, Sư đoàn số 4 của Bayern dưới sự chỉ huy của Trung tướng Friedrich von Bothmer đã khởi sự cuộc hành quân của mình đến La Petite-Pierre. Trên đường tiến đến các cao điểm Mecleuves, họ được lệnh hành binh qua pháo đài Marsal đến Luneville. Trước đó, vào ngày 13 tháng 8, lực lượng kỵ binh Phổ đã đến Marsal, nhưng không thể buộc pháo đài đầu hàng và không chiếm nổi Marsal. Trước tình hình đó, các lực lượng thuộc Quân đoàn II của Bayern (trong đó có các lực lượng pháo binh trừ bị) – một phần của Binh đoàn thứ ba của Đức do Thái tử Phổ là Friedrich Wilhelm điều khiển – đã thay thế cho quân kỵ binh Phổ nhằm tiến hành phong tỏa Marsal. Vào ngày 14 tháng 8, một chi đội của Đức đã đến Marsal. Dưới quyền chỉ huy của Von Bothmer, quân đội Bayern đã khai pháo, và thỏa thuận đã diễn ra giữa người Đức với đội quân trú phòng của Pháp. Trong tiến trình ấy, cuộc pháo kích ngắn ngủi của người Đức đã hủy hoại một kho đạn pháo của Pháp. Lực lượng bộ binh Đức cũng tiến công và làm chủ được một số công sự. Cuộc công pháo của quân đội Đức đã ảnh hưởng đến kết cuộc của thỏa thuận giữa người Đức và Pháp: cuộc phòng thủ của quân Pháp tại Marsal đã kết thúc với việc người trấn thủ của pháo đài phải đầu hàng quân Đức.
Trong chiến dịch năm 1870 – 1871, Marsal, cùng với Lichtenberg, là hai pháo đài của Pháp đã thất thủ về tay quân đội Đức chỉ sau một cuộc dội pháo. Lực lượng trú phòng của pháo đài Marsal được ghi nhận là đã nã duy nhất một phát pháo khi pháo đài bị quân Bayern bao vây.